# Titan Souls
Titan Souls es un videojuego de acción-aventura desarrollado por el estudio situado en Reino Unido Acid Nerve y publicado por Devolver Digital. Fue lanzado al mercado el 14 de abril de 2015.

## Trama
Entre la Tierra y el mundo real del más allá se encuentran las Almas de Titán, la fuente espiritual y la suma de todos los seres vivos. Ahora dispersas entre las ruinas y custodiadas por los inactivos titanes encargados de su cuidado, un héroe solitario armado con una sola flecha está reuniendo una vez más fragmentos del Alma de Titán en una búsqueda por la verdad y el poder.

## Jugabilidad
Titan Souls es un videojuego estratégico, de mundo abierto, de acción-aventura de dos dimensiones en perspectiva top-down, donde el jugador sólo tiene una flecha y sólo puede recibir un golpe. El objetivo consiste en derrotar a los veinte monstruos gigantes (veintiuno en modo difícil) conocidos como los Titanes, los cuales, al igual que el jugador, sólo pueden recibir un golpe pero solo tienen una forma de ser derrotados.
Durante la pelea, el jugador tiene que averiguar cómo actúa el jefe en cuestión para encontrar la manera de derrotarlo. La dificultad reside en que la única flecha de la que se dispone tiene que ser cargada para poder ser lanzada y posteriormente se debe de recoger para volver a utilizarla; ambas de estas acciones solamente se pueden realizar mientras el jugador está inmóvil, volviéndolo un blanco fácil para los jefes.

## Desarrollo
Titan Souls se inspira de otras obras del medio como Dark Souls, Shadow of the Colossus y The Legend of Zelda. El juego se creó originalmente para el Ludum Dare Game Jam #28 como TITAN SOULS, subido por un usuario bajo el nombre de Claw. El juego acabó primero en las categorías "En general (Jam)", "Audio (Jam)" y "Atmósfera (Jam)". Sobre el transcurso de seis meses, el juego fue adaptado de Adobe Flash a un motor de juego nuevo, mejorando los gráficos y el rendimiento, añadiendo una nueva banda sonora y expandiendo el juego de tres a dieciséis titanes. En junio de 2014, Titan Souls se mostró en la convención E3 2014, anunciando que el juego sería publicado por Devolver Digital. Tras el E3, el juego se volvió a expandir con tres titanes adicionales e incluyendo una historia. El 25 de marzo de 2015, Devolver Digital anunció que Titan Souls sería lanzado a la venta el 14 de abril de 2015. El 2 de abril de 2015, el prototipo de la Game Jam fe rehecho con el nuevo motor, añadiendo mejores gráficos, una banda sonora mejorada y nuevos jefes, y una demo que estuvo disponible antes del lanzamiento del juego completo. El juego fue adaptado para PlayStation 4 y PlayStation Vita por Abstraction Games. El juego fue lanzado a la venta el 14 de abril de 2015. Abstraction Games reveló posteriormente que también se estaba realizando una adaptación para Android, la cual fue lanzada el 30 de junio de 2015.

## Recepción
Titan Souls recibió críticas positivas, con una puntuación de 74/100 en Metacritic.
Tim Turi de Game Informer le dio una puntuación de 8.5/10, alabando el control sencillo, así como la gran variedad de jefes disponibles, su gran rejugabilidad, así como la atmósfera atractiva y cautivadora, el diseño medioambiental y los retos extra para extender la longevidad del juego. También elogió el inspirador diseño de los jefes. Además, encomió la música presentada en el juego, definiéndola como "un contraste ingenioso a las potentes melodías de los jefes". Sin embargo, también mencionó que es necesario tener paciencia para disfrutar del juego puesto que el jugador morirá muy a menudo durante la partida. Tim resumió la reseña describiendo al juego como un top-down con "batallas al estilo de Zelda contra un gran catálogo de jefes difíciles en la línea de Shadow of the Colossus."
Tom Orry de Videogamer.com le dio una puntuación de 8/10, alabando los elementos visuales artísticos del juego, batallas de jefes de calidad y desafiantes, jugabilidad gratificante, así como el énfasis del juego en la habilidad. Aun así, indicó que el juego puede ser frustrante para jugar y que el limitado mundo y exploración y la carencia de una opción de reaparición instantánea empeoran la experiencia de juego. Tom resumió la reseña definiendo el juego como "una experiencia única y memorable" y declaró que es uno de los títulos más interesantes que ha jugado en 2015.
Brandin Tyrrel de IGN dio valoró el juego con un 8/10, aclamando el sistema de puntos de control, el cual impide que el juego se vuelva tedioso, así como el entrañable estilo de arte de 16-bits, control fluido y batallas creativas. Por otro lado, criticó el juego por su diseño medioambiental genérico y aburrido, y por su falta de aleatoriedad, lo cual disminuye su rejugabilidad.
Arthur Gies de Polygon es mucho más negativo sobre el juego, considerando a las peleas contra los jefes anticlimáticas, así como criticando el mundo vacío, así como las descripciones de los jefes "sin sentido", rompecabezas básicos y un control demasiado simplista. También criticó las batallas contra los jefes por incitar a repetir los mismos comportamientos para derrotar a los jefes.